# Rodrigo Jokisch
Rodrigo Jokisch (* 1946 in Neumünster) ist ein deutscher Soziologe.

## Leben
Seine Eltern wanderten im Jahr seiner Geburt nach El Salvador (Mittelamerika) aus. Dort wuchs er bis zu seinem sechzehnten Lebensjahr auf. Nach dem mittelamerikanischen Abitur kam er nach Deutschland zurück und besuchte das Staatliche Internatsgymnasium Schloss Plön. Dort holte er das deutsche Abitur nach und begann anschließend an der Ruhr-Universität Bochum mit dem Studium der Sozialwissenschaften. Er beendete sein Soziologie-Studium 1974 an der Freien Universität Berlin. 1977 fing er an, als wissenschaftlicher Angestellter im Fachbereich Philosophie, Wissenschaftstheorie, Wissenschafts- und Technikgeschichte der Technischen Universität Berlin zu arbeiten. 1981 wechselte er zum Fachbereich Soziologie der gleichen Universität. Bis 1987 war er dort wissenschaftlicher Assistent. Er wurde 1993 an der TU-Berlin in Soziologie promoviert und 1999 ebendort habilitiert. Seit 1999 ist Jokisch Professor für „Theorie und Geschichte der Gesellschaft“ an der Universidad Nacional Autónoma de México, UNAM. Seit 2006 vertritt er eine Professur für Soziologie der Technik an der Hochschule Darmstadt (FH).

## Werk
In seinen Arbeiten bemüht sich Jokisch um eine konsistente Theorie der Gesellschaft, wobei sowohl der Beobachtungs- als auch der Diskursaspekt einbezogen werden. Vier Bereiche, „Systeme“ oder „Praxen“ konstituieren seine Gesellschaftstheorie: Sozialität, Individualität, Affektivität und Leiblichkeit. Dabei gelten Kommunikation, Entscheidung und Handlung als aktive Formen von Gesellschaft, während Struktur, Funktion und soziale Evolution als passive Formen zu betrachten sind. Die aktiven Formen produzieren ihrerseits sowohl beabsichtigte als auch unbeabsichtigte Folgen. Institutionen sind in der Regel das Ergebnis nichtbeabsichtigter Folgen von Kommunikation, Entscheidung und Handlung.

## Schriften (Auswahl)
- Determinanten der technischen Entwicklung. Strukturmodelle in der Geschichtsschreibung über die Industrialisierung in Europa (Mitautor), Berlin: TUB, 1980.
- El Salvador. Freiheitskämpfe in Mittelamerika. Guatemala, Honduras, El Salvador, Reinbek: Rowohlt, 1981.
- Mann-Sein. Identitätskrise und Rollenfindung des Mannes in der heutigen Zeit, Reinbek: Rowohlt, 1982.
- Technik-Soziologie, Frankfurt am Main: Suhrkamp, 1982.
- Annäherungsversuche (zwischen Männern und Frauen), Reinbek: Rowohlt, 1984.
- Logik der Distinktionen. Zur Protologik einer Theorie der Gesellschaft (1993), Westdeutscher Verlag: Opladen ²1996.
- Metodología de las Distinciones. Juan Pablos: UNAM, 2002.